# Émile Belot
Émile Belot, nacido el 8 de diciembre de 1857 y fallecido el 20 de enero de 1944, fue ingeniero Jefe de Manufacturas Estatales.

## Biografía
Graduado de La École polytechnique en 1877, vicepresidente de la Société astronomique de France y graduado de la Academia de Ciencias de Francia, ha trabajado sobre la gestión de la producción, y en particular la fluidez industrial. Es conocido como el Frederick Taylor francés. Es un inventor de máquinas para la industria del tabaco.
Emil Belot formuló una teoría nebular en la que especulaba que con dos movimientos, en la nebulosa primitiva, se formarían los planetas Le da a la Sociedad astronómica de Francia un curso de cosmogonía que da también a la Sorbona entre 1912 y 1914. Henri Poincaré le dedica un capítulo de su curso de cosmogonía. Recibió en 1925 el «precio de señoras», otorgado por la Sociedad Astronómica de Francia.
Émile Belot es Caballero de la Legión de Honor el 13 de julio de 1895, y oficial el 10 de enero de 1914.
Una calle lleva su nombre en la ciudad de Le Mans (Francia).
Es el bisabuelo de Pierre Pincemaille, músico y organista francés. 
El 16 de  septiembre de 2010, se lleva un día de estudio a la Escuela de Estudios Superiores en Ciencias Sociales sobre Emil Belot, su hermano Gustave, y sus padre Josep-Emile Belot (1829-1886).

## Trabajo
- (en francés) 1911 : Essai de cosmogonie tourbillonnaire (L'origine dualiste des mondes), París, Gauthier-Villars
- (en francés) 1911 : Principe d'organisation systématique des machines et des usines, La Technique Moderne, tome 3, n°10
- (en francés) 1918 : L'Origine des formes de la terre et des planètes, París, Gauthier-Villars
- (en francés) 1922 : Exposition synthétique de l'origine dualiste des mondes (Cosmogonie tourbillonnaire), París, PUF
- (en francés) 1923 : L'Évolution stellaire et nébulaire étudiée à la lumière de l'évolution organique, París, Société philomathique
- (en francés) 1924 : L'Origine dualiste des mondes et la structure de notre Univers, prefacio de Camille Flammarion, París, Payot
- (en francés) 1925 : Les Nouvelles Applications du principe de continuité
- (en francés) 1930 : 1 ̊ Les Systèmes planétaires sont-ils rares ou fréquents dans les univers stellaires. 2 ̊ Métamorphose et évolution de la masse terrestre depuis son émission par le protosoleil jusqu'à sa condensation sphéroïdale, París, Masson
- (en francés) 1931 : La Naissance de la terre et de ses satellites. Leur évolution cosmique, París, Gauthier-Villars
- (en francés) 1932 : Enseignements de la cosmogonie moderne, París, Bloud & Gay